# Dichlorure de molybdocène
Le dichlorure de molybdocène est un composé organométallique de formule chimique (η5-C5H5)2MoCl2, couramment abrégée Cp2MoCl2, où Cp représente un ligand cyclopentadiényle C5H5. Il s'agit d'un solide vert foncé ou gris selon les sources, utilisé en laboratoire pour produire d'autres dérivés du molybdocène. On ne connaît pas d'application technique au dichlorure de molybdocène, contrairement au dichlorure de titanocène (η5-C5H5)2TiCl2 et au dichlorure de zirconocène (η5-C5H5)2ZrCl2, en revanche, comme d'autres dichlorures de métallocène, c'est un anticancéreux potentiel, dont les essais cliniques n'ont cependant pas été probants. 
Le dichlorure de molybdocène a été mentionné pour la première fois en 1967. On peut l'obtenir à partir de chlorure de molybdène(V) (MoCl5)2, de cyclopentadiénure de sodium Na(C5H5) et de borohydrure de sodium NaBH4, via le dihydrure de molybdocène (η5-C5H5)2MoH2 comme intermédiaire. Le dihydrure de molybdocène est converti en dichlorure par réaction avec le chloroforme CHCl3 converti en dichlorométhane CH2Cl2 :
(η5-C5H5)2MoH2 + 2 CHCl3 ⟶ (η5-C5H5)2MoCl2 + 2 CH2Cl2.
Les deux cycles du dichlorure de molybdocène ne sont pas coplanaires, contrairement aux autres métallocènes. L'angle Cp-Mo-Cp est de 130,6°. L'angle Cl-Mo-Cl est de 82°, ce qui est inférieur à l'angle du dichlorure de zirconocène (92,1°) et du dichlorure de niobocène (85,6°). Cette tendance peut s'expliquer par l'orientation des orbitales hautes occupées dans cette classe de composés.